# Bathyclarias atribranchus
Bathyclarias atribranchus är en fiskart som först beskrevs av Greenwood, 1961.  Bathyclarias atribranchus ingår i släktet Bathyclarias och familjen Clariidae. IUCN kategoriserar arten globalt som livskraftig. Inga underarter finns listade.